# Kramasjön
Kramasjön är en sjö i Arjeplogs kommun i Lappland och ingår i Umeälvens huvudavrinningsområde. Sjön har en area på 1,38 kvadratkilometer och ligger 496,6 meter över havet. Kramasjön ligger i Laisdalens fjällurskog Natura 2000-område. Sjön avvattnas av vattendraget Gramajukku.

## Delavrinningsområde
Kramasjön ingår i det delavrinningsområde (733987-155173) som SMHI kallar för Utloppet av Kramasjön. Medelhöjden är 573 meter över havet och ytan är 20,53 kvadratkilometer. Räknas de 3 avrinningsområdena uppströms in blir den ackumulerade arean 66,14 kvadratkilometer. Gramajukku som avvattnar avrinningsområdet har biflödesordning 4, vilket innebär att vattnet flödar genom totalt 4 vattendrag innan det når havet efter 416 kilometer. Avrinningsområdet består mestadels av skog (75 procent) och sankmarker (11 procent). Avrinningsområdet har 1,95 kvadratkilometer vattenytor vilket ger det en sjöprocent på 9,5 procent.